# Els salvadors, salvats
"Els salvadors, salvats" (títol original en anglès "Errand of Mercy") és el vint-i-sisè episodi de la primera temporada de la sèrie de televisió de ciència-ficció estatunidenca Star Trek. Escrit per Gene L. Coon i dirigit per John Newland, es va emetre per primera vegada el 23 de març de 1967. Va ser el primer episodi en què van aparèixer els klíngons.
A l'episodi, amb una guerra declarada amb els klingons, el capità Kirk i el seu primer oficial, Spock, intent de influir en la població incomprensiblement plàcida d'un planeta prop de la frontera klíngon per resistir una ocupació militar invasiva.
El governador klingon, Kor (interpretat per John Colicos), tornaria a l'episodi de Star Trek (sèrie animada) "The Time Trap" amb la veu de James Doohan. Tornaria de nou dècades més tard als episodis de Star Trek: Deep Space Nine "Blood Oath", "The Sword of Kahless" i "Once More Unto the Breach". A "The Sword of Kahless", Worf esmenta la trobada de Kor amb Kirk.

## Argument
Les negociacions entre la Federació Unida de Planetes i l'Imperi Klingon s'han col·lapsat, i l'USS Enterprise és enviat al món d’Orgània, un planeta no alineat prop de la frontera klíngon, per evitar que els klíngons aprofitin la seva ubicació estratègica. Quan l' Enterprise s'acosta a Orgània, la nau és atacada i destrueix una nau klíngon.
En arribar a la superfície del planeta, Kirk i Spock troben una ciutat pacífica però tecnològicament primitiva. Kirk fa una crida a Ayelborne, el cap del consell local, perquè permeti que la Federació els ajudi a resistir l'ocupació klíngon, però els organians s'oposen rotundament a qualsevol ús de la violència. Quan una flota klíngon apareix en òrbita, Kirk ordena que l' Enterprise es retiri, quedant-se ell mateix i Spock al planeta.
Ayelborne disfressa a Kirk i Spock per evitar sospites i els setze klíngons controlen el planeta sense resistència, instal·lant l'oficial klíngon de rang, Kor, com a governador militar. Kor ha interrogat a Spock amb un dispositiu de "tamís mental" per confirmar que no és un espia i designa a Kirk com a enllaç civil d'Orgània amb la força d'ocupació. Spock utilitza la seva disciplina mental per resistir l'escrutini del dispositiu.
Aquella nit, en un intent d'inspirar els organians, Spock i Kirk sabotegen un abocador de municions fora de la ciutat. Ayelborne revela a Kor les veritables identitats dels oficials de la Federació. Ell i el consell els alliberen misteriosament abans que els klíngons puguin torturar-los per informació. Mentre Kirk i Spock intenten entendre les accions contradictòries del consell, Kor ordena l'execució de dos-cents organians, però el consell sembla impasible.
Mentre la Federació i les flotes Klíngon es preparen per a un enfrontament al sistema, Kirk i Spock assalten la seu klíngon amb l'esperança d'encaminar la població a la resistència. Capturen Kor i es preparen per fer una última lluita. Aleshores, els organians revelen la seva veritable naturalesa: són éssers incorporis molt avançats. Immediatament incapaciten els dos bàndols, obligant-los a acceptar un cessament de les hostilitats. Els organians prediuen que les dues parts treballaran juntes en el futur.

## Repartiment i doblatge al català
La sèrie va ser doblada al català pels estudis Tecni-3 (primera part) i Diálogo (segona part) i emesa a TV3 l’any 1989. Els dobladors de l'episodi foren:
| Personatge                | Actor/actriu     | Veu en català                      |
| ------------------------- | ---------------- | ---------------------------------- |
| James T. Kirk             | William Shatner  | Jordi Boixaderas                   |
| Spock                     | Leonard Nimoy    | Isidre Sola i Llop                 |
| Montgomery Scott 'Scotty' | James Doohan     | Joan Carles Gustems Domènec Farell |
| Hikaru Sulu               | George Takei     | Jaume Nadal Enric Cusí             |
| Nyota Uhura               | Nichelle Nichols | Glòria Roig Azucena Díaz           |
| Kor                       | John Colicos     | Lluís Marco                        |
| Ayelborne                 | John Abbot       | Manuel Lázaro                      |
| Claymare                  | Peter Brocco     | Alfred Lucchetti                   |
| Tinent                    | Victor Lundin    | Gai Soler                          |
| Soldat Klíngon            | George Sawaya    | Joaquim Sota                       |
| Tinent Leslie             | Eddie Paskey     | Enric Isasi-Isasmendi              |

## Producció
L’editor de la història D.C. Fontana va dir que pensava que els romulans eren molt més interessants que els klíngons, però els klíngons van ser escollits com els adversaris habituals de la sèrie perquè no necessitaven cap maquillatge especial com les orelles punxegudes per als romulans. L'aspecte de pell fosca i bigoti dels klíngons va ser idea de John Colicos que va interpretar a Kor. El maquillador Fred Phillips va acceptar que haurien de tenir un aspecte "Genghis Khan". Al guió de Gene L. Coon els klíngons es descriuen simplement com "orientals, de faccions dures".

## Recepció
Zack Handlen de The A.V Club va donar a l'episodi una qualificació de 'B+', descrivint-lo com a "divertit" però assenyalant "forats lògics a tot arreu".
Hollywood.com va dir "Errand of Mercy" es trobava entre els millors episodis de Star Trek sobre els klíngons, i va assenyalar en aquest episodi que els klingons ansiosos de guerra pensaven que els organians eren pagesos. Una classificació de cada episodi de la sèrie original de Hollywood , va situar aquest episodi al 25è de 79 episodis.
En una ressenya dels extraterrestres ficticis de Star Trek el 2018 per CBR, els Organians es van assenyalar com una espècie poderosa. Van quedar especialment impressionats amb el personatge organià Trefayne, que era un dels membres del consell organià que parla amb Kirk.
El 2016, SyFy va classificar l'actuació de l'estrella convidada John Colicos com a Kor (el líder klingon), com la 13a millor estrella convidada de la sèrie original. Colicos va tornar a repetir el seu paper de Kor dècades més tard al spin-off de Star Trek Star Trek: Deep Space Nine. The franchise was trying to do numerous cross-overs whenever possible to enhance continuity. Els directors es van mostrar satisfets amb les millores a la continuïtat, com ara actors que reprenen els seus papers com a personatges amb els quals el públic ja estava familiaritzat. Ser coherent amb la continuïtat i recuperar personatges antics significava que el públic se sentiria familiaritzat amb el que es presentava.
Una guia de marató de sèries de Star Trek del 2018 de Den of Geek, va recomanar aquest episodi com a part dels "fonaments de Star Trek".

## En Cultura Popular
La cançó de 1988 "What's on Your Mind (Pure Energy)" de la banda estatunidenca de synth-pop Information Society utilitza una sampleig de la veu de Leonard Nimoy d'aquest episodi. El fill de Nimoy, Adam, la va facilitar. La mateixa mostra es va utilitzar a la cançó del 2018 "Dame tu cosita" d’El Chombo i Cutty Ranks.